# Dryopteris kungiana
Dryopteris kungiana är en träjonväxtart som beskrevs av Li Bing Zhang. Dryopteris kungiana ingår i släktet Dryopteris och familjen Dryopteridaceae. Inga underarter finns listade.